# Fricourt
Fricourt é uma comuna francesa na região administrativa de Altos da França, no departamento de Somme. Estende-se por uma área de 11,3 km². Em 2010 a comuna tinha 494 habitantes (densidade: 43,7 hab./km²).